# En blå bok

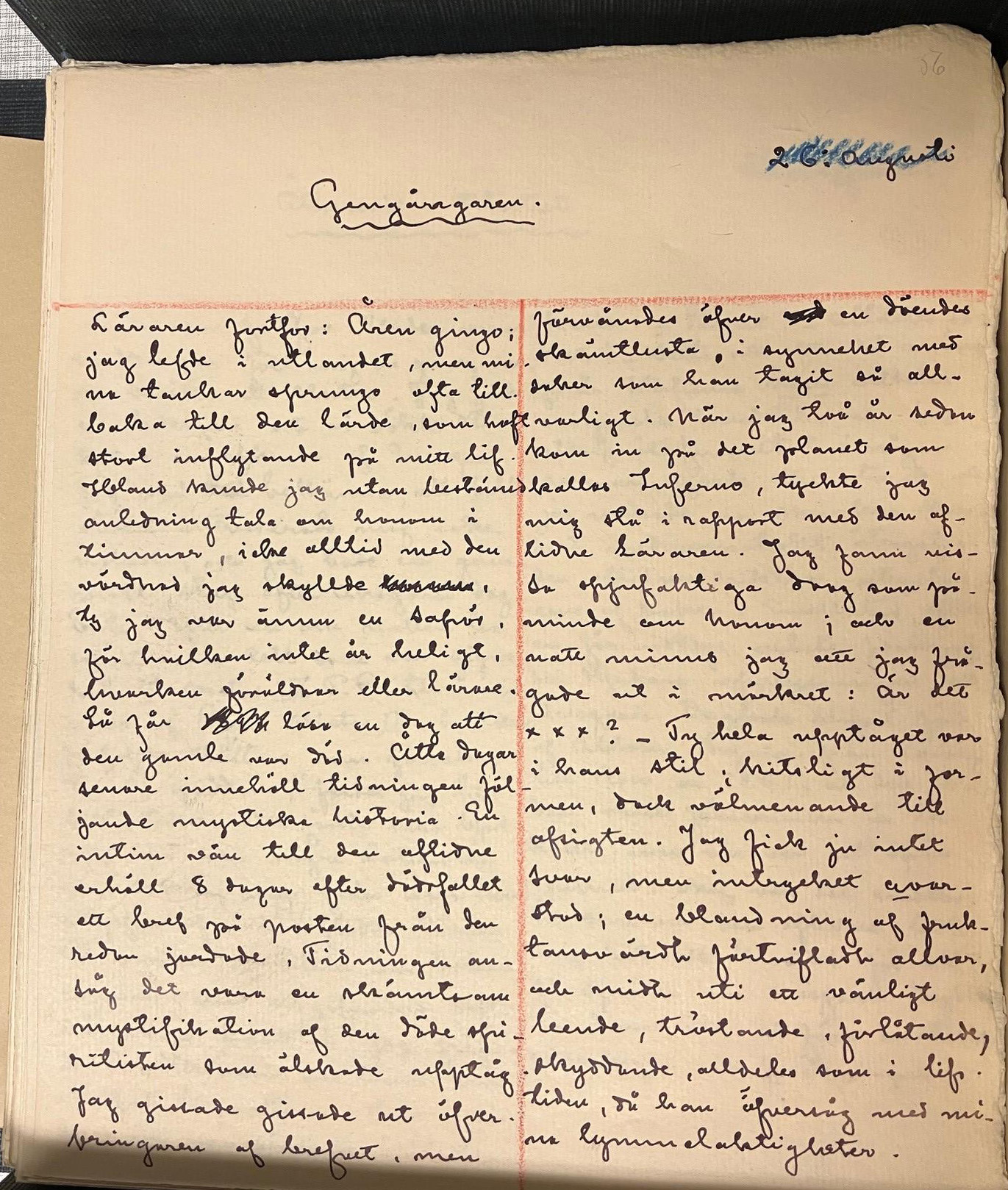
Manuskript till Gengångaren i KB.

En blå bok är ett prosaverk av August Strindberg fördelat på flera volymer med gemensam paginering. De fyra delarna utkom under åren 1907–1912. Den första delen hade en undertitel som meddelade att den var en "kommentar till Svarta fanor".

## Namnet
Namnet är hämtat från de politiska samlingsvolymer som gavs namn efter omslagets text (jämför vitbok), liksom den undersökning av Sveriges finanser med förslag på reduktion som blev resultatet av en kommission tillsatt av Karl XI:s förmyndarregering.

## Innehåll
Verket innehåller 650 uppsatser av Strindberg i en mängd olika ämnen, huvudsakligen vetenskapliga, bland annat matematik, astronomi, biologi, kemi, språk, psykologi och teologi. Syftet är främst att bevisa att Bibeln, framför allt Gamla testamentet, innehåller bokstavlig sanning; Strindberg är även starkt influerad av Emanuel Swedenborgs tankar. I verket filosoferade Strindberg också om kärleken, och porträtterade även personer i sin omgivning, inklusive personer han tidigare karikerat, som Gustaf af Geijerstam och Oscar Levertin.
Strindberg hade tidigare skrivit om liknande ämnen, och då försökt gestalta dem inom fiktionens ramar. Nu fick han svängrum för sina ideologiska och naturvetenskapliga idéer, utan behov av övergripande plan, och kunde fritt låta beskriva och försvara sin egen syn på världen och angripa den vetenskap som han inte kunde förena med sin religiösa uppfattning.

## Mottagande
En blå bok sålde väl, delvis på grund av skandalpotentialen, och verket har delat läsarna. Recensionerna var relativt positiva. Hjalmar Branting beklagade Strindbergs ideologiska förflyttning, men fann också tröstande stycken. Fredrik Böök provocerades och kallade boken "ett stort och välskrivet pekoral". Frans G. Bengtsson gav senare i essän "Framför en bokhylla" i samlingen Sällskap för en eremit (1939) omdömet att det var "det mest otroligt lysande nonsens som någonsin åstadkommits" och gav det en förstarangsplats i sin bokhylla. Olof Lagercrantz förbigick det nästan helt i sin Strindbergbiografi. Göran Hägg menade att bokens fascination delvis bygger på att Strindberg uppenbart har fel och att han troligen delvis var medveten om detta samt ibland verkar ha velat se hur mycket läsaren kunde svälja.